# Casa do Poeta Lindolf Bell

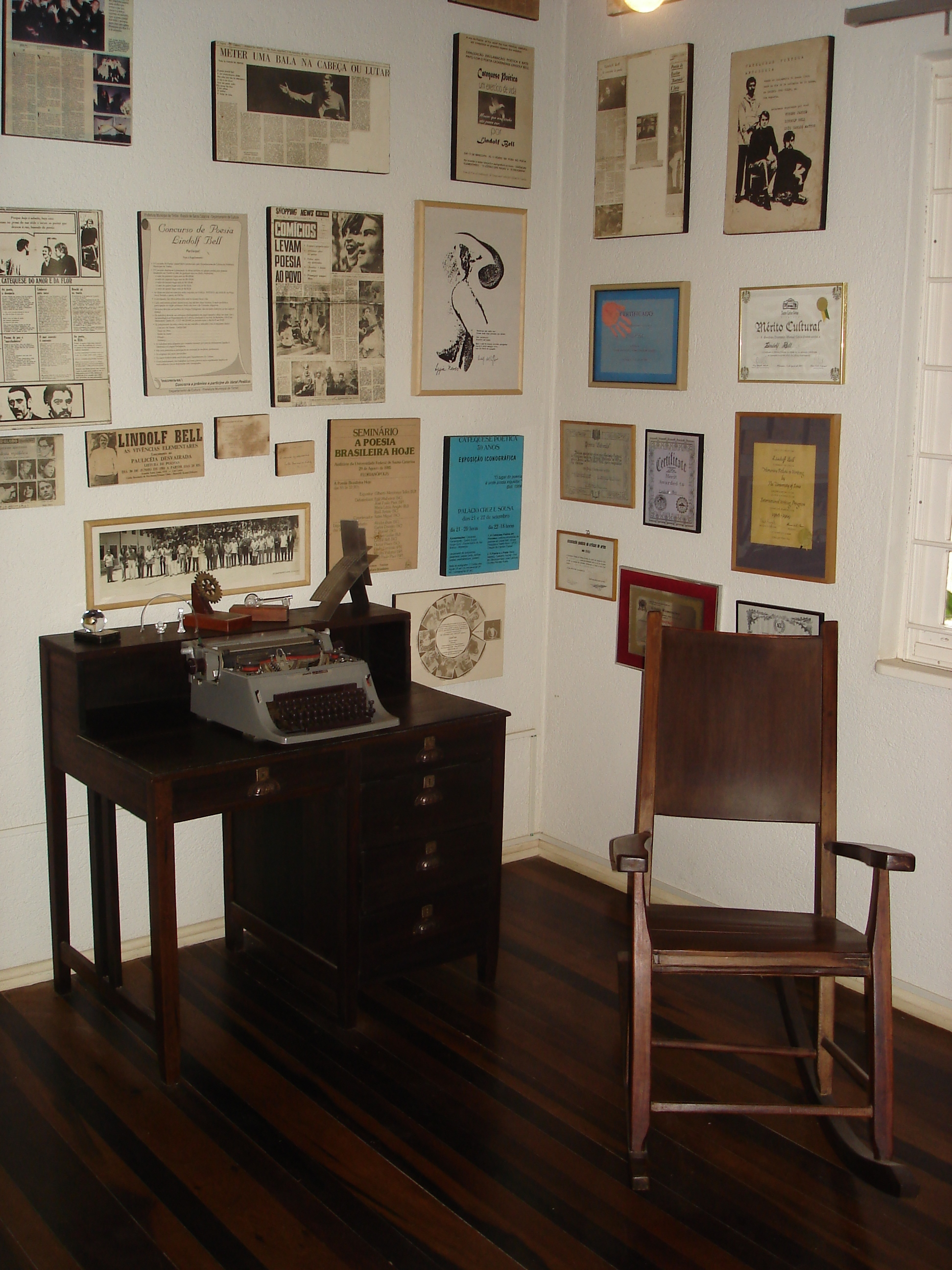
Lindolf Bells Schreibtisch im Museum

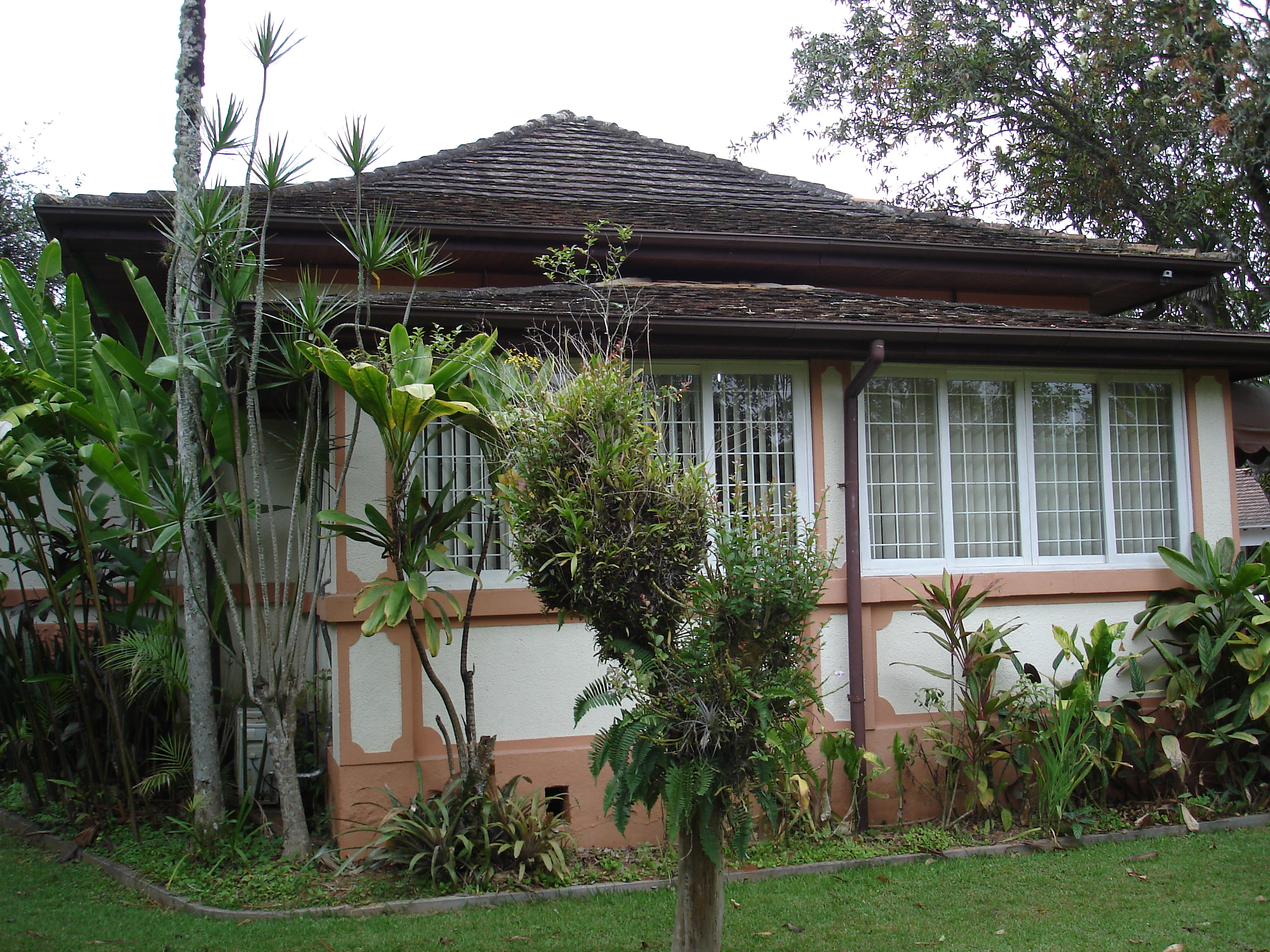
Das Haus von Lindolf Bell in Timbó

Die Casa do Poeta Lindolf Bell in Timbó, Santa Catarina, Brasilien, ist das ehemalige Eltern- und Wohnhaus des Dichters Lindolf Bell, des bedeutendsten Vertreters der Catarinenser Literatur. Bells Wunsch folgend, wurde das Haus nach seinem Tod von der Gemeinde zu einem Literaturmuseum gemacht, um das Andenken an ihn zu bewahren.
Sein gesamter privater Nachlass wurde von seinen Kindern für das Museum zur Verfügung gestellt. Gezeigt werden unter anderem Manuskripte seiner Texte, literarische Werke, die er schätzte, Preise, die er erhalten hat, dazu Kleidungs- und Möbelstücke, außerdem Kunstwerke und zahlreiche Dokumente, wie Fotos, Briefe und Postkarten sowie Einladungen zu Veranstaltungen.
Hinzu kommt seine Privatbibliothek mit rund 2000 Büchern, dazu Kalender, Hefte und Zeitschriften. Im Flur sind zahlreiche Gemälde von Elke Hering zu sehen, einer bekannten Malerin aus dem nahen Blumenau, mit der Bell 18 Jahre verheiratet war, des Weiteren Werke anderer brasilianischer Künstler wie Juarez Machado, Marcelo Grassmann und Rodrigo de Haro. Neben den original erhaltenen Wohnräumen enthält das Gebäude auch Räumlichkeiten für kulturelle Veranstaltungen. Vor dem Haus wurde eine Büste des Dichters aufgestellt. Der frühere Garten wurde als Open-Air-Galerie gestaltet, mit Plastiken von Elke Hering und anderen Künstlern.